# NGC 377
NGC 377 est une lointaine et très vaste galaxie spirale située dans la constellation de la Baleine. NGC 377 a été découverte par l'astronome américain Francis Leavenworth en 1885.

## Caractéristiques
Sa vitesse par rapport au fond diffus cosmologique est de 15 763 ± 58 km/s, ce qui correspond à une distance de Hubble de 233 ± 16 Mpc (∼760 millions d'al).
La base de données SIMBAD associe la galaxie PGC 3931 à NGC 412 ce qui semble être une erreur,,.